# Vallois
Vallois és un municipi francès situat al departament de Meurthe i Mosel·la i a la regió del Gran Est. L'any 2007 tenia 146 habitants.

## Demografia

### Població
El 2007 la població de fet de Vallois era de 146 persones. Hi havia 48 famílies, de les quals 12 eren unipersonals (4 homes vivint sols i 8 dones vivint soles), 16 parelles sense fills i 20 parelles amb fills.
La població ha evolucionat segons el següent gràfic:
Habitants censats

### Habitatges
El 2007 hi havia 70 habitatges, 54 eren l'habitatge principal de la família, 10 eren segones residències i 6 estaven desocupats. 67 eren cases i 3 eren apartaments. Dels 54 habitatges principals, 47 estaven ocupats pels seus propietaris i 7 estaven llogats i ocupats pels llogaters; 1 tenia dues cambres, 4 en tenien tres, 12 en tenien quatre i 37 en tenien cinc o més. 41 habitatges disposaven pel capbaix d'una plaça de pàrquing. A 30 habitatges hi havia un automòbil i a 20 n'hi havia dos o més.

### Piràmide de població
La piràmide de població per edats i sexe el 2009 era:
| Homes | Edats   | Dones |
| ----- | ------- | ----- |
| 0     | 95 o +  | 0     |
| 0     | 90 a 94 | 0     |
| 4     | 85 a 89 | 0     |
| 0     | 80 a 84 | 4     |
| 4     | 75 a 79 | 0     |
| 0     | 70 a 74 | 8     |
| 0     | 65 a 69 | 4     |
| 8     | 60 a 64 | 0     |
| 0     | 55 a 59 | 4     |
| 4     | 50 a 54 | 8     |
| 0     | 45 a 49 | 8     |
| 4     | 40 a 44 | 0     |
| 0     | 35 a 39 | 4     |
| 8     | 30 a 34 | 0     |
| 8     | 25 a 29 | 8     |
| 4     | 20 a 24 | 0     |
| 12    | 15 a 19 | 4     |
| 4     | 10 a 14 | 0     |
| 0     | 5 a 9   | 4     |
| 4     | 0 a 4   | 8     |

## Economia
El 2007 la població en edat de treballar era de 84 persones, 68 eren actives i 16 eren inactives. De les 68 persones actives 59 estaven ocupades (33 homes i 26 dones) i 8 estaven aturades (2 homes i 6 dones). De les 16 persones inactives 8 estaven jubilades, 5 estaven estudiant i 3 estaven classificades com a «altres inactius».

### Ingressos
El 2009 a Vallois hi havia 56 unitats fiscals que integraven 147,5 persones, la mediana anual d'ingressos fiscals per persona era de 17.143 €.

### Activitats econòmiques
Dels 8 establiments que hi havia el 2007, 4 eren d'empreses de comerç i reparació d'automòbils, 1 d'una empresa immobiliària, 2 d'empreses de serveis i 1 d'una empresa classificada com a «altres activitats de serveis».
L'any 2000 a Vallois hi havia 8 explotacions agrícoles.

## Equipaments sanitaris i escolars
El 2009 hi havia una escola elemental integrada dins d'un grup escolar amb les comunes properes formant una escola dispersa.

## Poblacions més properes
El següent diagrama mostra les poblacions més properes.